# Alcala (Pangasinan)
Alcala is een gemeente in de Filipijnse provincie Pangasinan op het eiland Luzon. Bij de laatste census in 2007 had de gemeente bijna 39 duizend inwoners.

## Geografie

### Bestuurlijke indeling
Alcala is onderverdeeld in de volgende 21 barangays:
| - Anulid - Atainan - Bersamin - Canarvacanan - Caranglaan - Curareng - Gualsic - Kasikis - Laoac - Macayo - Pindangan Centro | - Pindangan East - Pindangan West - Poblacion East - Poblacion West - San Juan - San Nicolas - San Pedro Apartado - San Pedro IlI - San Vicente - Vacante |

## Demografie
Alcala had bij de census van 2007 een inwoneraantal van 38.934 mensen. Dit zijn 3.200 mensen (9,0%) meer dan bij de vorige census van 2000. De gemiddelde jaarlijkse groei komt daarmee uit op 1,19%, hetgeen lager is dan het landelijk jaarlijks gemiddelde over deze periode (2,04%).